# Záborná
Záborná är en ort i Tjeckien.   Den ligger i regionen Vysočina, i den centrala delen av landet, 120 km sydost om huvudstaden Prag. Záborná ligger 530 meter över havet och antalet invånare är 202.
Terrängen runt Záborná är platt. Runt Záborná är det ganska glesbefolkat, med 35 invånare per kvadratkilometer. Närmaste större samhälle är Jihlava, 15,6 km sydväst om Záborná. I omgivningarna runt Záborná växer i huvudsak blandskog.